# Lasioglossum oblongum
Lasioglossum oblongum là một loài Hymenoptera trong họ Halictidae. Loài này được Lovell mô tả khoa học năm 1905.